# Южно-Мангышлакская нефтегазоносная область
Южно-Мангышлакская нефтегазоносная область (схема А. А. Бакирова) часть Мангышлакско-Устюртского нефтегазоносного бассейна; контролируется одноименным мезозойским прогибом, расположенным на крайнем западе Туранской плиты. Область относится к Северо-Кавказско-Мангышлакской НГП.
Административно она расположена на территории Мангистауской области. Данный нефтегазоносный регион второй по экономической значимости для Казахстана.

## История нефтегазоносной области
Открыта область в 1961 году газонефтяным месторождением Узень и газоконденсатнонефтяным Жетыбай, разрабатывается с 1963 года по настоящее время.
Несколько позднее были открыты месторождения: нефтеконденсатное Тенге (1964 г.), газонефтяное Жетыбай Восточный (1967 г.), нефтегазоконденсатное Актас (1967 г.), газоконденсатнонефтяное Жетыбай Южный (1968 г), газонефтяное Асар (1969 г), газовое Кансу (1970 г), газовое Аксу-Кендерли (1972 г), газоконденсатное Ракушечное (1973 г), газоконденсатнонефтяное Бектурлы (1973 г), нефтегазоконденсатное Западный Тенге (1974 г), газовое Южный Аламурын (1974 г), нефтяное Оймаша (1980 г), нефтяное Северное Карагие (1984 г), нефтяное Алатюбе (1987) и др.

## Характеристика нефтегазоносной области

### Строение
Из перечисленных выше месторождений уникальными по запасам нефти являются Узень и Жетыбай, крупными по газу — Тенге и Жетыбай Южный, остальные месторождения относятся к средним и мелким. Уникальные и крупные по запасам месторождения контролируются крупными брахиантиклинальными складками: Узень — 40х10 км² (кровля юры), Жетыбай — 23х7 км² (кровля юры), Тенге — 19х4 км².
По соседству с уникальным месторождением Жетыбай располагаются месторождения-спутники, как правило мелких и средних размеров и контролируются они соответственно брахиантиклинальными структурами платформенного также мелких и средних размеров. Так, Жетыбай Южный по подошве ааленского яруса средней юры имеет размеры 4,8х1,1 км², Северо-Западный Жетыбай по кровлезалежи А (нижний триас) — 4,5х1,5 км²; Жетыбай Восточный по подошве сеномана — 2,8х1,4 км².
Уникальное месторождение Узень имеет по соседству также несколько мелких и средних месторождений-спутников, контролируемых брахиантиклинальными и куполовидными структурами.
Месторождение Бурмаша, расположенное в 3 км к северо-западу от Узени, имеет размеры структуры 4х2 км²; Бектурлы — 2х1 км² (кровля батского яруса); Тасбулат — 6,5х1,5 км² (подошва залежи «А» горизонта Ю-II); Туркменой — 4,4х1,4 км² (подошва горизонта Ю-II батского яруса) и т.д.
В Южно-Мангышлакской нефтегазоносной области распространены месторождения брахиантиклинальных и куполовидных поднятий простого строения, ненарушенных и слабо нарушенных разрывными тектоническими нарушениями, многие из которых в настоящее время находятся в разработке.

### Коллекторы
Нефтегазосодержащими коллекторами являются чаще всего песчаники и алевролиты в меловых и юрских отложениях, и только в среднем и нижнем триасе коллекторы представлены доломитами, доломитизированными известняками и известняками с прослоями вулканогенных пород (туфы, туфопесчаники, туфоалевролиты). Ведущим типом залежей месторождений Мангышлака является пластовая сводовая, реже встречаются пластовые тектонически и литологически экранированные залежи.

### Глубина залегания
Глубины залегания залежей нефти и газа колеблются от 150 метров (Жангурши) до 3875 (Алатюбе) и более 4000 м на месторождении Ракушечное. Юрские нефти Мангышлака имеют уникальный состав по содержанию парафина. Содержание данного ценного компонента колеблется от 11,7 % (горизонт Ю-I Дунга) до 28 % (горизонт Ю-Х) в Восточном Жетыбае и до 36,7 % (залежь «Б» горизонта Ю-Х) в Тасбулате. Кроме того, высокое качество нефти определяется также низким содержанием в них серы (0,06-0,2 %). Высокое содержание парафина в нефти затрудняет её добычу и увеличивает себестоимость добытой тонны нефти, но стоимость парафина эти затраты вполне компенсирует.

### Особенность
Кроме того, такое высокое содержание парафина в нефти обуславливает строительство горячих нефтепроводов для транспортировки высокопарафинистой нефти, так как указанная нефть начинает «застывать» уже при температуре +290С. Поэтому впервые в нашей стране был построен «горячий» нефтепровод от Узени (Казахстан) до Новокуйбышевска (Россия).

## Подразделение нефтегазоносной области
Южно-Мангышлакская нефтегазоносная область делится на 3 района:
- Жетыбай-Узеньский
- Аксу-Кендерлинский
- Актау-Карагиянский